# Bol (Split)
Bol – dzielnica Splitu, drugiego co do wielkości miasta Chorwacji. Zlokalizowana jest w centralnej części miasta, ma 11 550 mieszkańców i 0,52 km² powierzchni.
Obszar dzielnicy Bol ograniczają:
- od wschodu – ulica Dubrovačka,
- od południa – ulica Vukovarska,
- od północnego zachodu – ulica Domovinskog Rata.

Dzielnice sąsiadujące z Bol:
- od wschodu – Kman i Plokite,
- od południa – Gripe i Lučac-Manuš,
- od zachodu i północnego zachodu – Grad i Lovret.